# Đền Đuổm

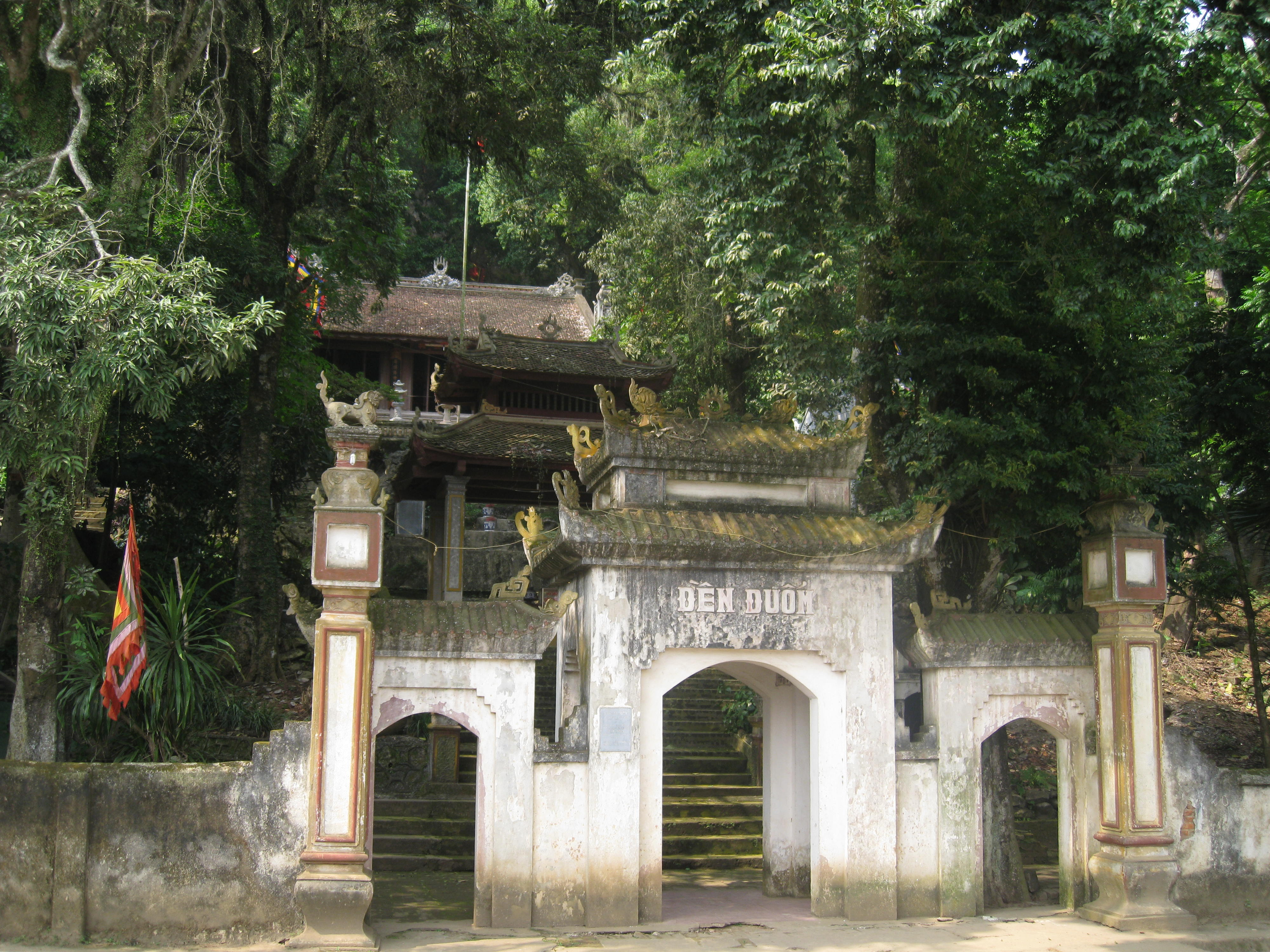
Cổng đền Đuổm

Đền Đuổm là ngôi đền thờ Dương Tự Minh (Thánh Đuổm) còn gọi là Đức Thánh Đuổm hay Cao Sơn Quý Minh - một vị tướng người Tày, phò mã nhà Lý, đã có nhiều công trạng. Người dân tộc Tày, người làng Quán Triều, phủ Phú Lương, tỉnh Thái Nguyên (nay là phường Quan Triều, thành phố Thái Nguyên). Ông làm thủ lĩnh phủ Phú Lương xưa, gồm các châu: Thượng Nguyên, Vĩnh Thông, Quảng Nguyên, Cảm Hóa, Vạn Nhai, Tư Nông, Tuyên Hóa (thuộc Bắc Kạn, Thái Nguyên, Cao Bằng, Tuyên Quang và một phần Vĩnh Phúc, Phú Thọ, Lạng Sơn ngày nay) trong suốt ba đời vua nhà Lý: Lý Nhân Tông (1072-1128), Lý Thần Tông (1128-1138), Lý Anh Tông (1138-1175) .
Đền tọa lạc tại chân núi Đuổm, xã Động Đạt, huyện Phú Lương, tỉnh Thái Nguyên, bên quốc lộ 3, cách thành phố Thái Nguyên 25 km về phía tây bắc. Là một quần thể gồm các đền thờ do người dân dựng lên và những ngọn núi đá tự thiên. (Đền Đuổm được xây dựng vào năm 1180 dưới thời vua Lý Cao Tông)
Hội đền Đuổm được tổ chức vào ngày mùng 6 tháng Giêng âm lịch hàng năm. Đây là lễ hội quan trọng của chính quyền và nhân dân huyện Phú Lương cũng như đối với các đơn vị hành chính kế cận. Đền Đuổm là một điểm sáng về du lịch của huyện và tỉnh Thái Nguyên, không chỉ trong dịp Tết mà cả những thời điểm quan trọng khác của năm.
Ông được triều đình liên tục giao cho cai quản phủ Phú Lương dưới thời các vua Nhân Tông, Thần Tông và Anh Tông và đã làm việc tích cực, góp phần làm cho địa phương phồn thịnh, giữ vững an ninh vùng rừng núi phía Bắc. Ông còn được Nhân Tông gả cho con gái là công chúa Diên Bình vào năm 1127 và được Anh Tông gả cho con gái là công chúa Thiều Dung vào năm 1144 (Vua Lý Anh Đông năm 1144 mới 8 tuổi nên công chúa Thiều Dung không thể là con của vua Anh Tông được).
Nhà Lý sau này truy phong ông làm Uy Viễn Đôn Tỉnh Cao Sơn Quảng Độ chi Thần, nhiều triều đại phong kiến Việt Nam ban sắc phong là Thượng đẳng thần, còn nhân dân thì tôn ông làm Đức Thánh, xây đền thờ ông ở làng Đuổm mà sau này được gọi là đền thờ Đức Thánh Đuổm.